# شهرک کراچی نو
شهرک کراچی نو (به انگلیسی: New Karachi Town) یک منطقهٔ مسکونی در پاکستان است که در کراچی واقع شده‌است. شهرک کراچی نو ۶۸۴٬۱۸۳ نفر جمعیت دارد.